# باتلر ديريك
باتلر ديريك (بالإنجليزية: Butler Derrick)‏ هو محامي وسياسي أمريكي، ولد في 30 سبتمبر 1936 في سبرينغفيلد في الولايات المتحدة، وتوفي في 5 مايو 2014 في إيسلي في الولايات المتحدة بسبب سرطان. حزبياً، نشط في الحزب الديمقراطي.

## مناصب
- في انتخابات مجلس النواب الأمريكي 1990 [الإنجليزية]‏، انتخب عضو مجلس النواب الأمريكي عن دائرة South Carolina's 3rd congressional district [الإنجليزية]‏ وقد انضم خلال فترته النيابية [الإنجليزية]‏ (3 يناير 1991 – 3 يناير 1993)  للكتلة البرلمانية الحزب الديمقراطي.
- في انتخابات مجلس النواب الأمريكي 1992 [الإنجليزية]‏، انتخب عضو مجلس النواب الأمريكي عن دائرة South Carolina's 3rd congressional district [الإنجليزية]‏ وقد انضم خلال فترته النيابية [الإنجليزية]‏ (5 يناير 1993 – 3 يناير 1995)  للكتلة البرلمانية الحزب الديمقراطي.
- انتخب عضو مجلس نواب كارولاينا الجنوبية.
- انتخب عضو مجلس النواب الأمريكي.